# Kristiansund Ballklubb 2018
Questa voce raccoglie le informazioni riguardanti il Kristiansund Ballklubb nelle competizioni ufficiali della stagione 2018.

## Stagione
A seguito del 7º posto arrivato nel campionato 2017, nella stagione 2018 il Kristiansund avrebbe partecipato all'Eliteserien ed al Norgesmesterskapet. Il 19 dicembre 2017 sono stati compilati i calendari per l'Eliteserien 2018: alla 1ª giornata, il Kristiansund avrebbe ospitato il Vålerenga al Kristiansund Stadion.
L'avventura nel Norgesmesterskapet si è chiusa invece al terzo turno, con l'eliminazione subita per mano dell'Hødd; precedentemente, il Kristiansund aveva superato Sunndal e Bergsøy.

## Rosa
| N. |                           | Ruolo | Calciatore           |
| -- | ------------------------- | ----- | -------------------- |
| 1  | Irlanda (bandiera)        | P     | Sean McDermott       |
| 2  | Norvegia (bandiera)       | D     | Joakim Bjerkås       |
| 3  | Norvegia (bandiera)       | D     | Christoffer Aasbak   |
| 4  | Francia (bandiera)        | D     | Christophe Psyché    |
| 5  | Norvegia (bandiera)       | D     | Dan Peter Ulvestad   |
| 6  | Estonia (bandiera)        | C     | Brent Lepistu        |
| 7  | Norvegia (bandiera)       | A     | Torgil Øwre Gjertsen |
| 8  | Norvegia (bandiera)       | C     | Pål Erik Ulvestad    |
| 9  | Svezia (bandiera)         | C     | Liridon Kalludra     |
| 10 | Norvegia (bandiera)       | C     | Sverre Økland        |
| 11 | Kosovo (bandiera)         | A     | Flamur Kastrati      |
| 11 | Costa d'Avorio (bandiera) | A     | Daouda Bamba         |
| 12 | Estonia (bandiera)        | P     | Andreas Vaikla       |
| 13 | Norvegia (bandiera)       | A     | Bendik Bye           |

| N. |                     | Ruolo | Calciatore            |
| -- | ------------------- | ----- | --------------------- |
| 14 | Norvegia (bandiera) | C     | Jesper Isaksen        |
| 15 | Norvegia (bandiera) | D     | Erlend Sivertsen      |
| 16 | Norvegia (bandiera) | A     | Jonas Rønningen       |
| 17 | Senegal (bandiera)  | D     | Aliou Coly            |
| 18 | Norvegia (bandiera) | C     | Stian Semb Aasmundsen |
| 19 | Norvegia (bandiera) | D     | Andreas Hopmark       |
| 20 | Svezia (bandiera)   | A     | Simon Alexandersson   |
| 20 | Norvegia (bandiera) | A     | Benjamin Stokke       |
| 21 | Senegal (bandiera)  | C     | Amidou Diop           |
| 22 | Norvegia (bandiera) | C     | Bent Sørmo            |
| 23 | Svezia (bandiera)   | P     | Conny Månsson         |
| 24 | Norvegia (bandiera) | C     | Sondre Sørli          |
| 25 | Norvegia (bandiera) | D     | Henrik Gjesdal        |
| 27 | Estonia (bandiera)  | D     | Nikita Baranov        |

## Calciomercato

### Sessione invernale(dal 01/01 al 31/03)
| Arrivi | Arrivi                | Arrivi        | Arrivi     |
| R.     | Nome                  | da            | Modalità   |
| ------ | --------------------- | ------------- | ---------- |
| P      | Andreas Vaikla        | IFK Mariehamn | definitivo |
| C      | Brent Lepistu         | Flora Tallinn | definitivo |
| C      | Stian Semb Aasmundsen |               | svincolato |
| C      | Bent Sørmo            | Levanger      | definitivo |
| A      | Bendik Bye            | Sogndal       | definitivo |

| Partenze | Partenze        | Partenze     | Partenze      |
| R.       | Nome            | a            | Modalità      |
| -------- | --------------- | ------------ | ------------- |
| P        | Ante Knezović   |              | svincolato    |
| C        | Magne Hoseth    |              | ritiro        |
| C        | Olav Øby        | Sarpsborg 08 | fine prestito |
| C        | Andreas Rødsand |              | svincolato    |
| A        | Tor Erik Torske |              | svincolato    |

### Sessione estiva(dal 19/07 al 15/08)
| Arrivi | Arrivi              | Arrivi     | Arrivi     |
| R.     | Nome                | da         | Modalità   |
| ------ | ------------------- | ---------- | ---------- |
| D      | Christophe Psyché   |            | svincolato |
| A      | Simon Alexandersson | Öster      | definitivo |
| A      | Flamur Kastrati     | Sandefjord | definitivo |

| Partenze | Partenze        | Partenze | Partenze   |
| R.       | Nome            | a        | Modalità   |
| -------- | --------------- | -------- | ---------- |
| D        | Nikita Baranov  | Sogndal  | prestito   |
| D        | Joakim Bjerkås  | Levanger | prestito   |
| A        | Daouda Bamba    | Brann    | definitivo |
| A        | Benjamin Stokke | Randers  | definitivo |

## Risultati

### Eliteserien

#### Girone di andata
| Arbitro: | Hansen (Feda) |

|  |           |             |
|  | Marcatori | 63’ Johnson |

| Arbitro: | Eskås (Oslo) |

|                                |           |                   |
| Adegbenro 51’ A. Konradsen 53’ | Marcatori | 11’ Bamba 80’ Bye |

| Arbitro: | Kjensli (Oslo) |

|                                       |           |              |
| Semb Aasmundsen 51’ Øwre Gjertsen 65’ | Marcatori | 20’ Knudtzon |

| Arbitro: | Hobber Nilsen (Oslo) |

|            |           |  |
| Acosta 90’ | Marcatori |  |

| Arbitro: | Eskås (Oslo) |

|                                                |           |                          |
| Engblom 7’ Kastrati 75’ (rig.) Coly 90’ (aut.) | Marcatori | 3’, 47’ Bamba 74’ Stokke |

| Arbitro: | Hagen (Grue) |

|                     |           |                    |
| Semb Aasmundsen 42’ | Marcatori | 20’ (aut.) Hopmark |

| Tromsø 29 aprile 2018, ore 18:00 7ª giornata | Tromsø             | 0 – 0 referto | Kristiansund BK | Alfheim Stadion (4.131 spett.)\| Arbitro: \| Hafsås (Trondheim) \| |
| Arbitro:                                     | Hafsås (Trondheim) |               |                 |                                                                    |

| Arbitro: | Døvle (Larvik) |

|                  |           |  |
| Bamba 88’ (rig.) | Marcatori |  |

| Arbitro: | Smehus Kringstad (Oslo) |

|                                       |           |                  |
| Akintola 37’ Gytkjær 71’ Kallevåg 81’ | Marcatori | 1’ Bamba 90’ Bye |

| Arbitro: | Saggi (Drammen) |

|           |           |                                      |
| Bamba 88’ | Marcatori | 22’, 62’ (rig.) Tønne 84’ Fonn Witry |

### Norgesmesterskapet
| Arbitro: | Sørø |

|  |           |                                            |
|  | Marcatori | 36’ Stokke 60’ Coly 72’ Kalludra 90’ Sørmo |

| Arbitro: | Sørø |

|  |           |                                                            |
|  | Marcatori | 26’, 30’, 52’ Stokke 40’ Bye 69’ (rig.) Kalludra 81’ Sørli |

| Arbitro: | Skjerven (Kaupanger) |

|                      |           |  |
| Moltu 24’ Osvold 43’ | Marcatori |  |

## Statistiche

### Statistiche di squadra
| Competizione       | Punti | In casa | In casa | In casa | In casa | In casa | In casa | In trasferta | In trasferta | In trasferta | In trasferta | In trasferta | In trasferta | Totale | Totale | Totale | Totale | Totale | Totale | DR |
| Competizione       | Punti | G       | V       | N       | P       | Gf      | Gs      | G            | V            | N            | P            | Gf           | Gs           | G      | V      | N      | P      | Gf     | Gs     | DR |
| ------------------ | ----- | ------- | ------- | ------- | ------- | ------- | ------- | ------------ | ------------ | ------------ | ------------ | ------------ | ------------ | ------ | ------ | ------ | ------ | ------ | ------ | -- |
| Eliteserien        | 0     | 0       | 0       | 0       | 0       | 0       | 0       | 0            | 0            | 0            | 0            | 0            | 0            | 0      | 0      | 0      | 0      | 0      | 0      | 0  |
| Norgesmesterskapet | -     | 0       | 0       | 0       | 0       | 0       | 0       | 0            | 0            | 0            | 0            | 0            | 0            | 0      | 0      | 0      | 0      | 0      | 0      | 0  |
| Totale             | -     | 0       | 0       | 0       | 0       | 0       | 0       | 0            | 0            | 0            | 0            | 0            | 0            | 0      | 0      | 0      | 0      | 0      | 0      | 0  |

### Andamento in campionato
| Giornata  | 1  | 2  | 3 | 4  | 5  | 6  | 7  | 8  | 9  | 10 | 11 | 12 | 13 | 14 | 15 | 16 | 17 | 18 | 19 | 20 | 21 | 22 | 23 | 24 | 25 | 26 | 27 | 28 | 29 | 30 |
| --------- | -- | -- | - | -- | -- | -- | -- | -- | -- | -- | -- | -- | -- | -- | -- | -- | -- | -- | -- | -- | -- | -- | -- | -- | -- | -- | -- | -- | -- | -- |
| Luogo     | C  | T  | C | T  | T  | C  | T  | C  | T  | C  | C  | T  | C  | T  | C  | T  | C  | T  | C  | T  | C  | T  | C  | T  | C  | T  | C  | T  | C  | T  |
| Risultato | P  | N  | V | P  | N  | N  | N  | V  | P  | P  |    |    |    |    |    |    |    |    |    |    |    |    |    |    |    |    |    |    |    |    |
| Posizione | 12 | 12 | 8 | 12 | 10 | 11 | 11 | 10 | 10 | 10 |    |    |    |    |    |    |    |    |    |    |    |    |    |    |    |    |    |    |    |    |

Fonte:  Eliteserien 2018, su altomfotball.no, Altomfotball.
Legenda:

Luogo: C = Casa; T = Trasferta. Risultato: V = Vittoria; N = Pareggio; P = Sconfitta.

### Statistiche dei giocatori
| Giocatore          | Eliteserien | Eliteserien | Eliteserien | Eliteserien | Norgesmesterskapet | Norgesmesterskapet | Norgesmesterskapet | Norgesmesterskapet | Coppe europee | Coppe europee | Coppe europee | Coppe europee | Altre coppe | Altre coppe | Altre coppe | Altre coppe | Totale   | Totale | Totale      | Totale     |
| Giocatore          | Presenze    | Reti        | Ammonizioni | Espulsioni  | Presenze           | Reti               | Ammonizioni        | Espulsioni         | Presenze      | Reti          | Ammonizioni   | Espulsioni    | Presenze    | Reti        | Ammonizioni | Espulsioni  | Presenze | Reti   | Ammonizioni | Espulsioni |
| ------------------ | ----------- | ----------- | ----------- | ----------- | ------------------ | ------------------ | ------------------ | ------------------ | ------------- | ------------- | ------------- | ------------- | ----------- | ----------- | ----------- | ----------- | -------- | ------ | ----------- | ---------- |
| C. Aasbak          | 0           | 0           | 0           | 0           | 0                  | 0                  | 0                  | 0                  |               |               |               |               |             |             |             |             | 0        | 0      | 0           | 0          |
| S. Alexandersson   | 0           | 0           | 0           | 0           | -                  | -                  | -                  | -                  |               |               |               |               |             |             |             |             | 0        | 0      | 0           | 0          |
| D. Bamba           | 0           | 0           | 0           | 0           | 0                  | 0                  | 0                  | 0                  |               |               |               |               |             |             |             |             | 0        | 0      | 0           | 0          |
| N. Baranov         | 0           | 0           | 0           | 0           | 0                  | 0                  | 0                  | 0                  |               |               |               |               |             |             |             |             | 0        | 0      | 0           | 0          |
| J. Bjerkås         | 0           | 0           | 0           | 0           | 0                  | 0                  | 0                  | 0                  |               |               |               |               |             |             |             |             | 0        | 0      | 0           | 0          |
| B. Bye             | 0           | 0           | 0           | 0           | 0                  | 0                  | 0                  | 0                  |               |               |               |               |             |             |             |             | 0        | 0      | 0           | 0          |
| A. Coly            | 0           | 0           | 0           | 0           | 0                  | 0                  | 0                  | 0                  |               |               |               |               |             |             |             |             | 0        | 0      | 0           | 0          |
| A. Diop            | 0           | 0           | 0           | 0           | 0                  | 0                  | 0                  | 0                  |               |               |               |               |             |             |             |             | 0        | 0      | 0           | 0          |
| H. Gjesdal         | 0           | 0           | 0           | 0           | 0                  | 0                  | 0                  | 0                  |               |               |               |               |             |             |             |             | 0        | 0      | 0           | 0          |
| A. Hopmark         | 0           | 0           | 0           | 0           | 0                  | 0                  | 0                  | 0                  |               |               |               |               |             |             |             |             | 0        | 0      | 0           | 0          |
| J. Isaksen         | 0           | 0           | 0           | 0           | 0                  | 0                  | 0                  | 0                  |               |               |               |               |             |             |             |             | 0        | 0      | 0           | 0          |
| L. Kalludra        | 0           | 0           | 0           | 0           | 0                  | 0                  | 0                  | 0                  |               |               |               |               |             |             |             |             | 0        | 0      | 0           | 0          |
| F. Kastrati        | 0           | 0           | 0           | 0           | -                  | -                  | -                  | -                  |               |               |               |               |             |             |             |             | 0        | 0      | 0           | 0          |
| B. Lepistu         | 0           | 0           | 0           | 0           | 0                  | 0                  | 0                  | 0                  |               |               |               |               |             |             |             |             | 0        | 0      | 0           | 0          |
| C. Månsson         | 0           | -0          | 0           | 0           | 0                  | -0                 | 0                  | 0                  |               |               |               |               |             |             |             |             | 0        | 0      | 0           | 0          |
| S. McDermott       | 0           | -0          | 0           | 0           | 0                  | -0                 | 0                  | 0                  |               |               |               |               |             |             |             |             | 0        | 0      | 0           | 0          |
| S. Økland          | 0           | 0           | 0           | 0           | 0                  | 0                  | 0                  | 0                  |               |               |               |               |             |             |             |             | 0        | 0      | 0           | 0          |
| T. Øwre Gjertsen   | 0           | 0           | 0           | 0           | 0                  | 0                  | 0                  | 0                  |               |               |               |               |             |             |             |             | 0        | 0      | 0           | 0          |
| C. Psyché          | 0           | 0           | 0           | 0           | -                  | -                  | -                  | -                  |               |               |               |               |             |             |             |             | 0        | 0      | 0           | 0          |
| J. Rønningen       | 0           | 0           | 0           | 0           | 0                  | 0                  | 0                  | 0                  |               |               |               |               |             |             |             |             | 0        | 0      | 0           | 0          |
| S. Semb Aasmundsen | 0           | 0           | 0           | 0           | 0                  | 0                  | 0                  | 0                  |               |               |               |               |             |             |             |             | 0        | 0      | 0           | 0          |
| E. Sivertsen       | 0           | 0           | 0           | 0           | 0                  | 0                  | 0                  | 0                  |               |               |               |               |             |             |             |             | 0        | 0      | 0           | 0          |
| S. Sørli           | 0           | 0           | 0           | 0           | 0                  | 0                  | 0                  | 0                  |               |               |               |               |             |             |             |             | 0        | 0      | 0           | 0          |
| B. Sørmo           | 0           | 0           | 0           | 0           | 0                  | 0                  | 0                  | 0                  |               |               |               |               |             |             |             |             | 0        | 0      | 0           | 0          |
| B. Stokke          | 0           | 0           | 0           | 0           | 0                  | 0                  | 0                  | 0                  |               |               |               |               |             |             |             |             | 0        | 0      | 0           | 0          |
| D. Ulvestad        | 0           | 0           | 0           | 0           | 0                  | 0                  | 0                  | 0                  |               |               |               |               |             |             |             |             | 0        | 0      | 0           | 0          |
| P. Ulvestad        | 0           | 0           | 0           | 0           | 0                  | 0                  | 0                  | 0                  |               |               |               |               |             |             |             |             | 0        | 0      | 0           | 0          |
| A. Vaikla          | 0           | -0          | 0           | 0           | 0                  | -0                 | 0                  | 0                  |               |               |               |               |             |             |             |             | 0        | 0      | 0           | 0          |